# 케로로 중사 극장판 2기 동시상영 - 꼬마 케로, 케로볼의 비밀!?
'꼬마 케로, 케로볼의 비밀!?'(ちびケロ ケロボールの秘密!?)은 지난 2007년 3월 17일에 공개된 '케로로 중사'의 극장판 케로로 중사 극장판 2기 - 심해의 프린세스 동시 상영 작품으로 풀 3D-CG로 제작되었으며, 상영시간은 16분이다.

## 스토리
어느 날 기로로는 케로로에게 부탁받은 케로볼을 형 몰래 가지고 나온다. 그리고 제로로에게는 푸루루를 데리고 와달라고 부탁을 하고 푸루루까지 데리고 왔지만, 셋은 제로로의 존재를 잊고 자신들이 세운 아지트에 들어간다. 한참 케로볼 자랑에 빠져있을 무렵, 기로로는 케로볼을 돌려달라고 하고, 케로로는 더 놀겠다고 하면서 서로 싸우다가 도로로가 넘어져 케로볼이 떨어지면서 오류를 일으켜 버리고 넷은 케로볼로 들어가버리는데...

## 담당 성우
- 와타나베 쿠미코, 양정화 (꼬마 케로로 역)
- 히라마츠 아키코, 정유미 (꼬마 기로로 역)
- 쿠사오 타케시, 강수진 (꼬마 도로로 역)
- 유키노 사츠키, 김현지 (꼬마 푸루루 역)
- 코야스 타케히토, 김장 (꼬마 쿠루루 역)
- 코자쿠라 에츠코, 류점희 (데스볼 역)